# Knjaževac
Knjażevac (cyr. Књажевац) – miasto w Serbii, w okręgu zajeczarskim, siedziba gminy Knjaževac. W 2011 roku liczyło 18 404 mieszkańców.